# السد - سد فالج (تبن)

تعديل مصدري - تعديل

السد - سد فالج هي إحدى قرى عزلة الحوطة بمديرية تبن التابعة لمحافظة لحج، بلغ تعداد سكانها 309 نسمة حسب تعداد اليمن لعام 2004.